# 胡一天
胡一天（1993年12月26日—），中國男演員、模特，出生於浙江省杭州市。2017年，6月出演《夏至未至》進入演藝圈；同年11月，因出演《致我們單純的小美好》中的男主角江辰而成名。

## 早年经历
胡一天大学毕业于杭州万向职业技术学院，属于高职高专，学的是园林艺术专业，后来胡一天通过专升本考上了浙江理工大学的景观设计专业，学历为本科，于2015年毕业。

## 演艺经历

### 2015年-2016年：出道初期
大学毕业后胡一天做了一段时间与金融有关的工作，后来在朋友的推荐下转行做模特，并签约esse英模，成为了一名平面模特。2016年参与《猫的树》系列微电影正式出道，同年客串出演电视剧《夏至未至》欧俊一角。

### 2017年：初尝走红滋味
2017年3月，胡一天搭档沈月出演腾讯视频自制网剧《致我们单纯的小美好》，在剧中饰演高冷学霸医生江辰一角，同年11月9日首播，在网络上掀起热潮，圈粉无数。

### 2018年至今：稳定发展
2018年2月，出演武侠剧《绝代双骄》并饰演男主角花无缺。同年3月，加盟爱情剧《亲爱的，热爱的》，并在剧中饰演K&K战队队长、计算机天才吴白（Dt）。7月，主演电视剧《青春须早为》饰演郑乾。12月，主演電視劇《暗戀橘生淮南》飾演盛淮南。
2019年3月，出演《民國奇探》並在劇中飾演偵探路垚。12月，出演《小風暴之時間的玫瑰》飾演商界精英高山。
2020年5月，出演《親愛的，熱愛的》姊妹作《我的時代，你的時代》飾演吳白Dt。9月，出演《你好，神槍手》飾演射擊隊隊長沈清源。
2021年3月，出演《超時空羅曼史》一人分飾兩角，分別是向秦宇以及池宇。6月，出演《憑欄一片風雲起》飾演飛行員張啟。
2022年3月，出演《請和這樣的我戀愛吧》飾演雜誌主編葉晗。

## 影视作品

### 电视剧/网络剧
| 首播年份 | 剧名                   | 角色        | 備註     |
| 2017年   | 《夏至未至》           | 欧俊        |          |
| 2017年   | 《致我们单纯的小美好》 | 江辰        | 網絡劇   |
| 2019年   | 《親愛的，熱愛的》     | 吳白（Dt）  | 特別出演 |
| 2020年   | 《絕代雙驕》           | 花無缺/江楓 | [ 6 ]    |
| 2020年   | 《民國奇探》           | 路垚        | 網絡劇   |
| 2020年   | 《小風暴之時間的玫瑰》 | 高山        |          |
| 2021年   | 《暗戀·橘生淮南》      | 盛淮南      | [ 8 ]    |
| 2021年   | 《我的時代，你的時代》 | 吳白（Dt）  | [ 9 ]    |
| 2021年   | 《青春须早为》         | 郑          |          |
| 2022年   | 《你好，神枪手》       | 沈清源      | [ 10 ]   |
| 2022年   | 《凭栏一片风云起》     | 張啟        | [ 11 ]   |
| 2022年   | 《民国大侦探》         | 司徒颜      | 網絡劇   |
| 2022年   | 《超时空罗曼史》       | 向秦羽/池宇 | 網絡劇   |
| 2024年   | 《惜花芷》             | 顧晏惜      | 網絡劇   |
| 2024年   | 《请和这样的我恋爱吧》 | 葉唅        |          |
| 待播     | 《天才女友》           | 江逾白      | 網絡劇   |

### 微电影
| 上映年份 | 剧名                   | 角色   | 备注                     |
| 2016年   | 《总有一处柔软的地方》 | 男主角 | 《猫的树》系列微电影     |
| 2018年   | 《有那麼一天》         | 胡一天 | 《倩女幽魂手游》的微電影 |

## 綜藝节目
| 播出年份 | 播出日期         | 播出平台                   | 節目名稱               | 備註                       |
| 2017年   | 12月23日         | 湖南衛視、芒果TV           | 《快乐大本营》         | 宣傳《致我們單純的小美好》 |
| 2017年   | 12月31日         | 湖南衛視、芒果TV           | 《湖南衛視跨年演唱會》 |                            |
| 2018年   | 1月1日           | 安徽衛視                   | 《2017國劇盛典》       |                            |
| 2018年   | 1月20日          | 湖南衛視、芒果TV           | 《快乐大本营》         |                            |
| 2018年   | 2月2日－4月14日  | 浙江衛視、騰訊視頻、愛奇藝 | 《二十四小時》第三季   | 固定嘉賓                   |
| 2018年   | 2月16日          | 湖南衛視、芒果TV           | 《湖南衛視華人春晚》   |                            |
| 2018年   | 2月16日          | 東方衛視                   | 《東方衛視春晚》       |                            |
| 2018年   | 3月10日          | 湖南衛視、芒果TV           | 《快乐大本营》         |                            |
| 2018年   | 3月31日          | 湖南衛視、芒果TV           | 《快乐大本营》         | 擔任首席孵化官             |
| 2018年   | 6月9日           | 騰訊視頻                   | 《創造101》            | 明星學長                   |
| 2018年   | 6月30日          | 湖南衛視、芒果TV           | 《快乐大本营》         |                            |
| 2018年   | 8月11日          | 湖南衛視、芒果TV、騰訊視頻 | 《我家那小子》第一季   |                            |
| 2018年   | 9月2日           | 東方衛視、優酷             | 《新舞林大會》         |                            |
| 2018年   | 11月6日          | 北京衛視                   | 《220V帶電新人類》     |                            |
| 2018年   | 11月8日          | 北京衛視                   | 《220V帶電新人類》     |                            |
| 2018年   | 11月17日         | 湖南衛視、芒果TV           | 《快乐大本营》         |                            |
| 2019年   | 1月12日          | 湖南衛視、芒果TV           | 《快乐大本营》         |                            |
| 2019年   | 6月10日－6月20日 | 湖南衛視、芒果TV           | 《神奇的漢字》         | 紅隊隊長                   |
| 2019年   | 7月8日－7月11日  | 湖南衛視、芒果TV           | 《神奇的漢字》         | 紅隊隊長                   |
| 2019年   | 7月29日－8月4日  | 湖南衛視、芒果TV           | 《神奇的漢字》         | 紅隊隊長                   |
| 2019年   | 8月25日          | 湖南衛視、芒果TV           | 《天天向上》           |                            |
| 2020年   | 1月19日          | CCTV8                      | 《劇說很好看》         |                            |
| 2020年   | 4月25日          | 湖南衛視、芒果TV           | 《快乐大本营》         |                            |

## 音乐作品
| 發行日期      | 歌曲名稱   | 備註                         |
| 2017年11月2日 | 《是梦吧》 | 《致我们单纯的小美好》片尾曲 |

## 奖项
| 年份   | 颁奖典礼                 | 奖项                                        | 結果 |
| 2017年 | 2017腾讯视频星光大赏     | 年度潜力电视剧男演员                        | 獲獎 |
| 2017年 | 2017COSMO时尚美丽盛典    | 年度美丽偶像                                | 獲獎 |
| 2017年 | 2017国剧盛典             | 青春网络新生代演员                          | 獲獎 |
| 2017年 | 2018時尚之夜             | 時尚感染力                                  | 獲獎 |
| 2017年 | 第24屆華鼎獎             | 最佳新銳演員                                | 提名 |
| 2019年 | 第29屆華鼎獎             | 中國近現代題材電視劇最佳男演員 （民國奇探） | 提名 |
| 2020年 | 2019爱奇艺尖叫之夜       | 年度戏剧潜力艺人                            | 獲獎 |
| 2020年 | 2020国剧盛典             | 年度关注男演员                              | 獲獎 |
| 2020年 | 第五屆金骨朵網絡影視盛典 | 年度男演员 (民國奇探）                      | 提名 |